# Leichtathletik-Europameisterschaften 2016/4 × 100 m der Männer

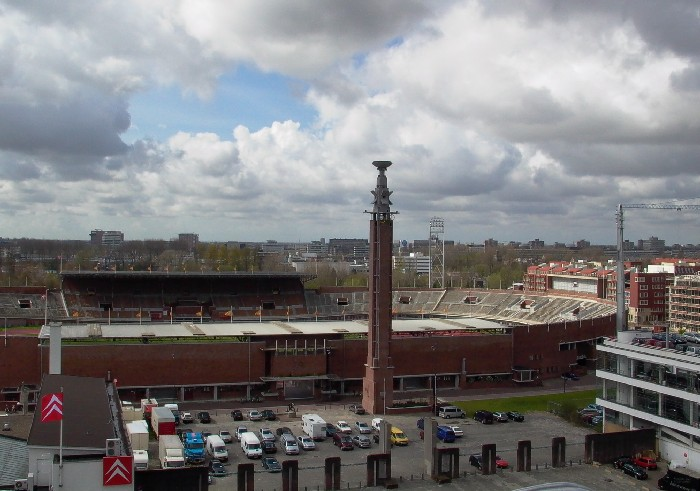
Das Olympiastadion in Amsterdam im Jahr 2005

Die 4-mal-100-Meter-Staffel der Männer bei den Leichtathletik-Europameisterschaften 2016 wurde am 9. und 10. Juli 2016 im Olympiastadion der niederländischen Hauptstadt Amsterdam ausgetragen.
Europameister wurde Großbritannien in der Besetzung James Dasaolu, Adam Gemili, James Ellington und Chijindu Ujah.
Den zweiten Platz belegte Frankreich (Marvin René, Stuart Dutamby, Méba-Mickaël Zézé, Jimmy Vicaut).
Bronze ging an Deutschland mit Julian Reus, Sven Knipphals, Roy Schmidt (Finale) und Lucas Jakubczyk sowie dem im Vorlauf außerdem eingesetzten Robert Hering.
Auch der nur im Vorlauf eingesetzte deutsche Läufer erhielt eine Bronzemedaille.

## Bestehende Rekorde
| Weltrekord           | 36,84 s | Jamaika (Nesta Carter, Michael Frater, Yohan Blake, Usain Bolt)                      | OS London, Großbritannien | 11. August 2012 |
| Europarekord         | 37,73 s | Großbritannien (Jason Gardener, Darren Campbell, Marlon Devonish, Dwain Chambers)    | Sevilla, Spanien          | 29. August 1999 |
| Meisterschaftsrekord | 37,79 s | Frankreich (Max Morinière, Daniel Sangouma, Jean-Charles Trouabal, Bruno Marie-Rose) | EM Split, Jugoslawien     | 31. August 1990 |

Der bestehende EM-Rekord wurde bei diesen Europameisterschaften nicht erreicht. Die schnellste Zeit erzielte die spätere Europameisterstaffel aus Großbritannien im ersten Vorlauf mit 38,12 min, womit das Quartett 33 Hundertstelsekunden über dem Rekord blieb. Zum Europarekord fehlten 39 Hundertstelsekunden, zum Weltrekord 1,28 s.

## Vorrunde
9. Juli 2016, 19:40 Uhr
Die Vorrunde wurde in zwei Läufen durchgeführt. Die ersten drei Staffeln pro Lauf – hellblau unterlegt – sowie die darüber hinaus zwei zeitschnellsten Teams – hellgrün unterlegt – qualifizierten sich für das Finale.

### Vorlauf 1
| Platz | Staffel        | Besetzung                                                             | Zeit (s) |
| ----- | -------------- | --------------------------------------------------------------------- | -------- |
| 1     | Großbritannien | James Dasaolu Adam Gemili James Ellington Chijindu Ujah               | 38,12    |
| 2     | Deutschland    | Julian Reus Sven Knipphals Robert Hering (Vorlauf) Lucas Jakubczyk    | 38,25    |
| 3     | Italien        | Massimiliano Ferraro Federico Cattaneo Davide Manenti Filippo Tortu   | 38,58    |
| 4     | Schweiz        | Pascal Mancini Amaru Reto Schenkel Suganthan Somasunduram Alex Wilson | 38,88    |
| 5     | Ukraine        | Roman Krawzow Wolodymyr Suprun Ihor Bodrow Witalij Korsch             | 39,12    |
| 6     | Spanien        | Mauro Triana Óscar Husillos Alberto Gavaldá Ángel David Rodríguez     | 39,15    |
| 7     | Schweden       | Emil von Barth Austin Hamilton Tom Kling-Baptiste Johan Wissman       | 39,37    |
| 8     | Irland         | Jason Smyth Eanna Madden Jonathon Browning Marcus Lawler              | 39,52    |

### Vorlauf 2
| Platz | Staffel     | Besetzung                                                                       | Zeit (s) |
| ----- | ----------- | ------------------------------------------------------------------------------- | -------- |
| 1     | Polen       | Grzegorz Zimniewicz Przemysław Słowikowski Adam Pawłowski Karol Zalewski        | 38,64    |
| 2     | Niederlande | Giovanni Codrington Churandy Martina Patrick van Luijk Dimitri Juliet (Vorlauf) | 38,78    |
| 3     | Frankreich  | Marvin René Stuart Dutamby Méba-Mickaël Zézé Jimmy Vicaut                       | 38,85    |
| 4     | Norwegen    | Jonas Tapani Halonen Jonathan Quarcoo Håkon Morken Jaysuma Saidy Ndure          | 39,35    |
| 5     | Portugal    | Ancuiam Lopes Francis Obikwelu David Lima Carlos Nascimento                     | 39,51    |
| 6     | Türkei      | Umutcan Emektaş Jak Ali Harvey İzzet Safer Ramil Guliyev                        | 39,58    |
| 7     | Finnland    | Eetu Rantala Otto Ahlfors Samuli Samuelsson Ville Myllymäki                     | 39,68    |
| 8     | Rumänien    | Daniel Budin Ioan Andrei Melnicescu Ionuț Neagoe Catalin Campeanu               | 39,98    |

## Finale
10. Juli 2016, 17:55 Uhr
| Platz | Staffel        | Besetzung | Zeit (s) |
| ----- | -------------- | --- | -------- |
| 1     | Großbritannien | James Dasaolu Adam Gemili James Ellington Chijindu Ujah                                                              | 38,17    |
| 2     | Frankreich     | Marvin René Stuart Dutamby Méba-Mickaël Zézé Jimmy Vicaut                                                            | 38,38    |
| 3     | Deutschland    | Julian Reus Sven Knipphals Roy Schmidt (Finale) Lucas Jakubczyk im Vorlauf außerdem: Robert Hering                   | 38,47    |
| 4     | Niederlande    | Solomon Bockarie (Finale) Churandy Martina Patrick van Luijk Giovanni Codrington im Vorlauf außerdem: Dimitri Juliet | 38,57    |
| 5     | Italien        | Massimiliano Ferraro Federico Cattaneo Davide Manenti Filippo Tortu                                                  | 38,69    |
| 6     | Polen          | Grzegorz Zimniewicz Przemysław Słowikowski Adam Pawłowski Karol Zalewski                                             | 38,69    |
| 7     | Schweiz        | Pascal Mancini Amaru Reto Schenkel Suganthan Somasunduram Alex Wilson                                                | 39,11    |
| 8     | Ukraine        | Roman Krawzow Wolodymyr Suprun Ihor Bodrow Witalij Korsch                                                            | 39,46    |

## Videolink
- Mens 4 x 100m - European Athletics Championships 2016 auf youtube.com, abgerufen am 19. März 2023